# Hadena reisseri
Hadena reisseri là một loài bướm đêm trong họ Noctuidae.